# Donald William Kerst
Donald William Kerst (1er novembre 1911 - 19 août 1993) est un physicien américain qui a travaillé sur les accélérateurs de particules et en physique des plasmas. Il est surtout connu pour son bêtatron,.

## Biographie
Donald William Kerst est né à Galena dans l'Illinois, aux États-Unis, le 1er novembre 1911. À l'université du Wisconsin, il obtient un baccalauréat en 1934, puis un Ph.D. en 1937. Pendant un an, il travaille pour General Electric Company, puis il enseigne à l'université de l'Illinois de 1938 à 1957, année où il est nommé professeur. Pendant la Seconde Guerre mondiale, il travaille au Laboratoire national de Los Alamos dans le cadre du Projet Manhattan.
De 1957 à 1962, il travaille au laboratoire de General Atomics, à La Jolla en Californie. Il est ensuite professeur à l'université du Wisconsin, jusqu'à sa retraite en 1980. De 1972 à 1973, il est président de la Plasma Physics Division de l'American Physical Society.
En 1940, Kerst met au point le bêtatron, et devient ainsi le premier à accélérer des électrons à l'aide de l'induction électromagnétique, atteignant des énergies de 2,3 MeV. Il continue à construire des accélérateurs de plus en plus puissants, atteignant 300 MeV. De 1953 à 1957, il est directeur technique pour la Midwestern Universities Research Association, où il travaille sur des projets d'accélérateurs de particules, le plus connu étant le FFAG accelerator (en). Par la suite, il étudie la physique des plasmas, dans le but de trouver un moyen d'exploiter la fusion nucléaire comme source d'énergie.
Kerst est mort des suites d'un cancer du cerveau à l'University Hospital and Clinics à Madison (Wisconsin).
Il était marié à Dorothy Birkett Kerst. Le couple a deux enfants.

## Distinctions et récompenses
- Récipiendaire du Comstock Prize in Physics de la National Academy of Sciences, 1943[7].
- Récipiendaire de la John Price Wetherill Medal du Franklin Institute, 1950.
- Élu membre de la National Academy of Sciences, 1951.
- James Clerk Maxwell Prize en physique des plasmas de l'American Physical Society, 1984